# Взрыв на топливном складе в Нагорном Карабахе
Взрыв на топливном складе в Нагорном Карабахе произошёл вечером 25 сентября 2023 года в посёлке при совхозе № 2 Карвинтреста, расположенном в 6 километрах от Ханкенди. Взрыв произошёл во время отпуска бензина беженцам, стремившимся уехать в Армению, через несколько часов после переговоров в Ходжалы между официальными лицами Азербайджана и представителями властей непризнанной НКР.
В результате взрыва погибли более 200 ,пострадали 290 человеки 22 человека считаются безвести пропавшими.

## Предшествующие события
С 12 декабря 2022 года непризнанная Нагорно-Карабахская Республика (НКР) находилась в блокаде со стороны властей Азербайджана, в результате которой, среди прочего, в республике возникла острая нехватка горючего. С 19 сентября 2023 года, на десятый месяц блокады, в Нагорном Карабахе начались боевые действия между Азербайджаном и НКР. 20 сентября руководство НКР согласилось сложить оружие на условиях Азербайджана. Жители НКР, опасаясь этнических чисток, начали покидать свои дома и эвакуироваться в Армению. 25 сентября, за несколько часов до взрыва, завершился очередной раунд переговоров между представителями Азербайджана и НКР.

## Ход событий
Вечером 25 сентября на складе бензина у трассы Ханкенди — Аскеран произошёл сильный взрыв. По данным на 29 сентября 290 человек получили ожоги различной степени тяжести, не менее 170 человек погибли, свыше 80 пострадавших доставлены на лечение в Армению.

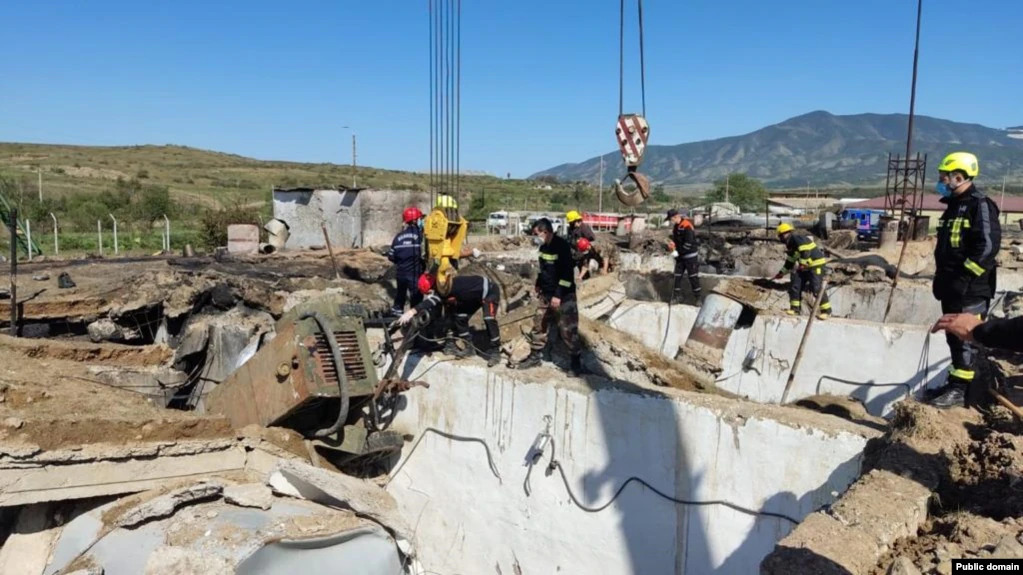
Сотрудники МЧС Азербайджана на месте взрыва

В пресс-релизе администрации президента Азербайджана, который перевёл на русский язык корреспондент «Кавказского узла», говорится, что 26 сентября власти Азербайджана отправили в Нагорный Карабах машину скорой помощи с медикаментами на 200 человек для пострадавших в результате взрыва, а также гуманитарный конвой из четырёх грузовиков с мукой, предметами гигиены, спальными принадлежностями на 500 человек.
26 сентября, по данным администрации президента Азербайджана, МЧС Азербайджана направило на место происшествия 15 пожарных машин. Вечером МЧС Азербайджана сообщило, что огонь потушен. Корреспондент «Аль-Джазиры» Усама бен Джаваид сообщил из азербайджанского города Горадиз, что в результате взрыва «Азербайджан подготовил близлежащие местные больницы и начал переговоры об эвакуации раненых, однако представители армянских жителей Карабаха не приняли это предложение».

28 октября Самвел Шахраманян сообщил, что взрыв произошёл в результате нарушения техники безопасности в ходе вывоза топлива с военного склада:
В результате паники наше население оказалось на складе воинской части, где не были соблюдены элементарные правила безопасности. Был произведен самовывоз бензина со склада. Из-за нарушения этих правил и произошел взрыв, унесший большое число жизней. Люди пытались запастись бензином. Для нас этот случай очень тяжелый. У нас практические такое же число жертв, как и во время военных действий

## Погибшие и пострадавшие
14 октября руководитель пресс-службы МВД Нагорного Карабаха Унан Тадевосян сообщил, что число погибших в результате взрыва является 218 человек.
Некоторые из раненых были доставлены в госпиталь на территории военной базы российских миротворцев в Нагорном Карабахе, другие — в госпиталь в Армении. Состояние большинства пострадавших оценивалось как очень тяжёлое.